# غزلان الشباك
غزلان الشباك (مواليد 22 أغسطس 1990)، هي لاعبة كرة قدم مغربية تلعب في مركز وسط الميدان في نادي ليفانتي لاس بلاناس في الدوري الإسباني الدرجة الأولى. وهي ابنة العربي الشباك لاعب منتخب المغرب في سنوات السبعينات من القرن العشرين.

## حياتها

### الشخصية
غزلان شباك هي ابنة العربي الشباك، اللاعب المغربي الدولي السابق الذي توفي عام 2020.

### مسيرتها الكروية
بدأت غزلان مع نادي الدفاع عين السبع، ثم انضمت إلى الرشاد البرنوصي، ولعبت في البداية مع نادي الوداد ثم مع نادي الرجاء. ثم إلى النادي البلدي العيون.

#### مصر
في بداية عام 2011، لعبت مع المنتخب مباراة ودية في القاهرة ضد المنتخب المصري، وخلال هذا اللقاء، استطاعت تسجيل هدفين مما سمح للمنتخب المغربي الفوز بنتيجة (2-1). لفت أداؤها أنظار قادة نادي مصر المقاصة، أنضمت الى النادي لكن تجربتها هذه لم تدم طويلاً بسبب حالة عدم الاستقرار السياسي التي مرت بها البلاد بعد ثورة 25 يناير.

#### نادي الجيش الملكي
بعد تجربتها القصيرة في مصر، عادت إلى المغرب لتلعب في نادي النسيم الرياضي (سيدي مؤمن) وقبل انضمامها لنادي الجيش الملكي في عام 2012، والتي فازت مع النادي بالبطولة الوطنية وكأس العرش عدة مرات؛ وفي نهاية موسم 2013-14، احتلت المركز الأول في صدارة الهدافين برصيد 54 هدفًا في 20 مباراة، والذي يعتبر رقمًا قياسياً تاريخياً. وفازت بلقب أفضل لاعبة وأفضل هداف في البطولة المغربية لموسم 2019-2020 التي فاز بها النادي.

#### دوري أبطال إفريقيا 2021
مع نادي الجيش الملكي شاركت في النسخة الأولى من دوري أبطال إفريقيا الذي نظم في مصر في نوفمبر 2021. وفاز النادي حينها بالمركز الثالث، شاركت في جميع المباريات خلال هذه النسخة، ولم تسجل اي أهداف، لكنها قدمت ثلاث تمريرات حاسمة.

#### دوري أبطال أفريقيا 2022
في 13 نوفمبر 2022 فاز الجيش الملكي بالمسابقة لأول مرة في تاريخه على حساب حامل اللقب ماميلودي صن داونز بعد فوزه بـ 4 أهداف مقابل صفر. لم تلعب غزلان أي مبارة في هذه النسخة بسبب الإصابة.

#### الكرة الذهبية الإفريقية
موسم 2023، ترشحت غزلان للفوز بجائزتي الكرة الذهبية للمرة الثانية تواليا، لأفضل لاعبة في القارة الإفريقية وأفضل لاعبة داخل إفريقيا، بعد أدائها الكبير مع ناديها، والمنتخب المغربي في كأس العالم وقيادته لبلوغ دور الثمن نهائي.

### المنتخب
تلعب مع المنتخب المغربي منذ 2007. لعبت أول مبارة لها في 8 مارس 2008 بلقاء ودي ضد فرنسا في الدار البيضاء، خسر بها منتخب المغرب بنتيجة (6-0). وهي أول مبارة يلعب فيها المنتخب الفرنسي في القارة الإفريقية.

## الإنجازات
الجيش الملكي للسيدات
- البطولة الوطنية المغربية (10): 2013، 2014، 2016، 2017، 2018، 2019، 2020، 2021، 2022، 2023
- كأس العرش (10): 2013، 2014، 2015، 2016، 2017، 2018، 2019، 2020، 2021، 2022
- الكأس المغربية الإماراتية : 2016
- بطولة شمال إفريقيا : 2021
- دوري أبطال أفريقيا : 2022

 المغرب
- دورة اتحاد شمال أفريقيا للسيدات : 2020
- بطولة مالطا الدولية : 2022
- كأس أفريقيا للسيدات الوصيف: 2022
- كأس أفريقيا للسيدات : الوصيف : 2024

### فردية
- أفضل لاعبة في البطولة الوطنية المغربية (3): 2017–18، 2019–20، 2021–22
- هدافة البطولة الوطنية المغربية (5): 2014 (54 هدف)، 2015 (37 هدف)، 2016 (39 هدف)، 2017 (35 هدف)، 2023 (23 هدف).
- أفضل لاعبة في كأس أفريقيا للسيدات: 2022
- هدافة بطولة كأس أفريقيا للسيدات: 2022
- تشكيلة بطولة كأس أفريقيا للسيدات: 2022
- الاتحاد الدولي لتاريخ وإحصاءات كرة القدم أفضل لاعبة إفريقية في العام : 2022[18]
- الاتحاد الدولي لتاريخ وإحصاءات كرة القدم تشكيلة العام في إفريقيا : 2022[18]

## روابط خارجية
- غزلان الشباك على موقع إي إس بي إن إف سي (الإنجليزية)
- غزلان الشباك على موقع قاعدة بيانات كرة القدم.إي يو (الإنجليزية)
- غزلان الشباك على موقع Soccerway.com (الإنجليزية)
- غزلان الشباك على موقع عالم كرة القدم.نت (الإنجليزية)
- غزلان الشباك على موقع كووورة